# Adolf Ammilon
Adolf Anders Johan Ammilon, född den 19 oktober 1795 på Meijerhof i Pieksämäki socken, Savolax, död den 10 november 1864 på Berga i Tuna socken, Södermanlands län, var en svensk militär.
Ammilon flyttade över till Sverige i juni 1811 och avlade officersexamen vid krigsakademien på Karlberg 1812. Han blev underlöjtnant vid ingenjörkårens fältmätningsbrigad samma år och deltog i 1813–1814 års krig som fältmätningsofficer. Ammilon befordrades till löjtnant vid Hälsinge regemente 1817, till kapten i kungens generalstab 1821, vid regementet 1827, major i armén 1828, vid regementet 1835, till överstelöjtnant i armén 1836 och till överste i armen 1840. Han blev generalstabsofficer 1832, lärare vid krigsakademien på Karlberg 1836 och guvernör där 1839. Ammilon adlades 1842 med bibehållet namn enligt 37 § i 1809 års regeringsform (introducerad på riddarhuset samma år under nummer 2316). Ätten slöts 1909 av sonen Carl Adolf.  Han beviljades avsked från regementet 1848 med tillstånd att kvarstå som överste i armén och generalstaben samt avsked från guvernörsämbetet vid Karlberg 1850. Ammilon inköpte säteriet Berga i Tuna och Lunda socknar 1849. Han var ledamot av Krigsvetenskapsakademien. Ammilon tilldelades guldmedalj för tapperhet i fält 1814 och blev riddare av Svärdsorden 1827.